# Spirembolus approximatus
Spirembolus approximatus là một loài nhện trong họ Linyphiidae.
Loài này thuộc chi Spirembolus. Spirembolus approximatus được Ralph Vary Chamberlin miêu tả năm 1949.